# Амдормаёль
Амдормаёль — река в России, протекает по Республике Коми. Правый приток реки Юръяха.
Река Амдормаёль берёт начало в елово-берёзовых лесах, течёт на север. Устье реки находится в 19 км по правому берегу реки Юръяха. Длина реки составляет 26 км.

## Данные водного реестра
По данным государственного водного реестра России относится к Двинско-Печорскому бассейновому округу, водохозяйственный участок реки — Печора от впадения реки Уса до водомерного поста Усть-Цильма, речной подбассейн реки — бассейны притоков Печоры ниже впадения Усы. Речной бассейн реки — Печора.
Код объекта в государственном водном реестре — 03050300112103000074116.